# Marek Baraniecki

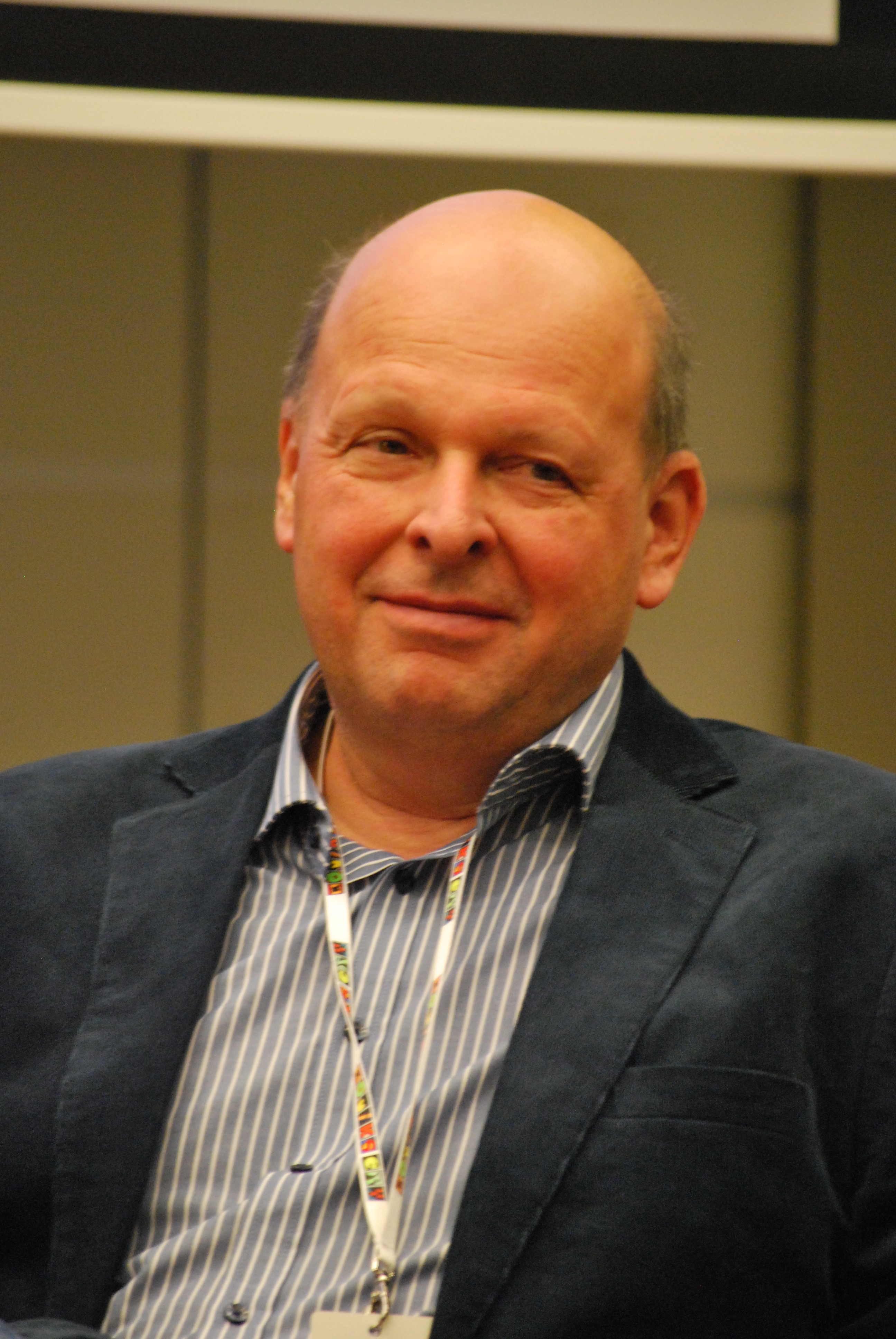
Marek Baraniecki in 2012

Marek Baraniecki (Gliwice (Duits: Gleiwitz), 16 juni 1954) is een Pools sciencefiction schrijver en journalist. Hij studeerde milieukunde. Na zijn studie werkte hij verscheidene jaren als milieukundig ingenieur voor hij besloot als journalist en schrijver werkzaam te zijn. In 1985 publiceerde hij een verzameling korte verhalen die hij Głowa Kasandry (het hoofd van Kassandra) noemde. 
- International Standard Name Identifier: 0000 0001 1049 0312
- Library of Congress Control Number: no89011059
- Virtual International Authority File: 29088612
- WorldCat: E39PBJvXmrqwJGTRRytcHHTPwC